# Rafael Pezenti
Rafael Pezenti (Petrolândia, 6 de junho de 1987) é um político brasileiro filiado ao MDB, eleito para o cargo de deputado federal por Santa Catarina em 2022.

## Biografia
Rafael Pezenti foi candidato à deputado federal em 2022, tendo sido eleito à câmara federal com o total de 68 208 votos (1,71%). Em seu primeiro dia no cargo, o deputado atuou para ingressar na Frente Parlamentar da Agropecuária. Na ocasião, disse em entrevista que o agro seria sua principal bandeira: "Cresci numa roça de fumo, sei o que se passa na casa de milhares de famílias catarinenses que lutam debaixo de sol e chuva pelo seu sustento. Agora eles têm alguém que, de verdade, vai erguer a voz por melhores condições de trabalho e mais respeito".
Em julho de 2023, apresentou um projeto de lei complementar (PLP 149/23) que alteraria a representação dos deputados na Câmara, tornando-a de acordo com o censo demográfico realizado mais recentemente. O deputado ressaltou que a proporção era ajustada desde 1993.